# Do I Do
Do I Do è il primo singolo estratto dall'album di debutto della franco-israeliana Yael Naim (all'epoca nota semplicemente come Yael). Il singolo venne pubblicato solo in Francia dove passò totalmente inosservato.

## Tracklist
- Do I Do - 3.48
- Yellow Dress - 2.33
- Do I Do - 4.27